# Hesperiini
De Hesperiini zijn een geslachtengroep van vlinders in de familie van de dikkopjes (Hesperiidae).
Deze geslachtengroep is onderverdeeld in de volgende ondertakken:
- Anthoptina A. Warren, 2009
- Apaustina Grishin, 2019
- Calpodina Clark, 1948
- Carystina Mabille 1878
- Falgina Grishin, 2019
- Hesperiina Latreille, 1809
- Moncina A. Warren, 2008
- Thymelicina Tutt, 1905